# Ernaro (Manelobas)
Ernaro ist eine osttimoresische Aldeia im Suco Manelobas (Verwaltungsamt Maubisse, Gemeinde Ainaro). 2015 lebten in der Aldeia 531 Menschen.

## Geographie
Ernaro nimmt den gesamten im Südwesten des Sucos Manelobas ein. Östlich befindet sich die Aldeia Hautilo und nördlich die Aldeia Cotomata. Im Süden grenzt Ernaro an den Suco Manetú, im Westen an den Suco Edi und im Südwesten sowie Nordwesten an den Suco Maulau. Durch Eraulo fließt der Aicocai, ein Nebenfluss des Carauluns. Der Ostgrenze folgt grob eine Straße, von der sich eine zweite abzweigt und durch den Norden und das Zentrum Ernaros führt. Die Besiedlung besteht  aus einzeln und in kleinen Gruppen stehenden Häusern, die sich auf die ganze Aldeia verteilen.

## Geschichte
Während des Bürgerkrieges 1975 kam es in den Sucos Manelobas und Manetú zu Kämpfen zwischen FRETILIN-Kämpfern aus Turiscai und UDT-Kämpfern aus Ermera. Im benachbarten Manetú unterstützte die Mehrheit der Bevölkerung die FRETILIN, während der Liurai ein UDT-Anhänger war. Beim Gefecht am Aicocai kamen zwei UDT-Anhänger in Ernaro ums Leben. Daraufhin brannten UDT-Einheiten in Manelobas Häuser nieder und töteten das Nutzvieh. Später wurden zwei UDT-Anhänger von der FRETILIN gefangen genommen und in Turiscai hingerichtet. Ein weiterer UDT-Anhänger wurde in Ernaro geköpft.